# ترانزستور ضوئي
الترانزستور الضوئي (بالإنجليزية: phototransistor)‏ هو مقحل ثنائي الأقطاب يستعمل ككاشف ضوئي ويفوق الثنائي الضوئي والوصلة الثلاثية في أنه يكبر الإشارة بعد تحويلها من ضوء إلى كهرباء, وسبب ذلك أنه يمتلك معامل تضخيم داخلي لا تمتلكه تلك الكواشف. فلذلك يمكن استعماله ككاشف ضوئي أو مضخم ضوئي أو حتى في صنع خلية شمسية.

## مبدأ العمل

رمز المقحل الضوئي

بما أن المقحل زوجي الأقطاب (بالإنجليزية: BJT)‏ يتركب من وصلتين ثنائيتين, فبالمقابل يصبح لديه منطقتي شحنات حرة. واحدة بين الباعث والقاعدة وهي الكبرى والأخرى بين المجمع والقاعدة وهي الصغرى، وكبر المنطقة وصغرها معتمد أساسا على كمية التشويب. عندما يصار إلى استعمال المقحل ككاشف ضوئي، يتم كشف المنطقة الكبرى الواقعة بين القاعدة والباعث وجعلها عرضة للضوء، فعندما يسقط الضوء على منطقة الشحنات الحرة يقوم الفوتون الساقط (إذا امتلك طاقة > فجوة الطاقة) بخلق زوج إلكترون-فجوة, يفصلهما المجال الكهربائي فيذهب بالإلكترونات نحو المنطقة السالبة ويذهب بالفجوات نحو المنطقة الموجبة. وبذلك يحصل تحويل الشعاع الضوئي إلى إشارة كهربائية ولندع التيار الناشئ منه التيار الضوئي الأولي.
لنأخذ مقحل م س م كمثال (بالإنجليزية: NPN)‏, حينها سيكون المجمع هو المنطقة السالبة والقاعدة هي المنطقة الموجبة. عندما يدخل الإلكترون إلى المنطقة السالبة (المجمع) سيرتبط بأحد الأيونات ويتعادل. في الجانب الآخر، ستدخل الفجوة إلى المنطقة الموجبة (القاعدة), ولمعادلة الفجوة الداخلة سيقوم الباعث بحقن عدد كبير من الإلكترونات داخل القاعدة بغية المعادلة، إلكترون واحد فقط من كل هذه الإلكترونات من سيشغل الفجوة الداخلة أما البقية فستعبر القاعدة وصولا إلى المجمع مشكلة بذلك تيار جاريا داخل المقحل هو برمته ليس إلا صورة مضخمة عن ذاك الفوتون الساقط.
و بماأن :
تيار المجمع = معامل التضخيم * تيار القاعدة
إذن في هذه الحالة :
التيار الضوئي الكلي = معالم التضخيم * التيار الضوئي الأولي
هنا تبرز أهمية منطقة الشحنات الحرة حيث تعد منطقة التشغيل في هذه النبيطة, ولذا يتم وضع المقحل تحت التشغيل العكسي لتوسيع هذه المنطقة أكبر قدر ممكن حتى وإن كان ذلك سيؤدي إلى تشويش نتيجة تسرب تيار عتمة داخل النبيطة. وهذا ما يفسر أيضا عدم استعمال الموسفت والمقاحل الحقلية في الدوائر الكهروضوئية لإنها لا تنطوي على مناطق للشحنات الحرة.
و يمكن بالمقابل استعمال مقحل قطبي لامتجانس, فلو افترضنا أن الباعث من مادة InP ذات قجوة طاقة = 1.35 إلكترون فولت والقاعدة من مادة نظير InGaAsP ذات فجوة طاقة = 0.85 إلكترون فولت (عند درجة حرارة 300 كيلفن). حينها فإن الفوتون بطاقة أقل من 1.35 إلكترون فولت لكن أكبر من 0.85 إلكترون فولت هو الذي سيمكنه عبور الباعث لكي يمتص داخل القاعدة.

## اقرأ أيضا
- صمام تضخيم ضوئي